# Pholcus tenerifensis
Pholcus tenerifensis là một loài nhện trong họ Pholcidae. Loài này có ở quần đảo Canaria.